# Kees Krijgh (ur. 1950)
Kees Krijgh, właśc. Cornelis Krijgh (ur. 13 lutego 1950 w ’s-Hertogenbosch) – holenderski piłkarz grający na pozycji środkowego obrońcy lub defensywnego pomocnika. Jego stryj, Kees Krijgh także był piłkarzem i reprezentantem kraju.

## Kariera klubowa
Krijgh jest wychowankiem małego klubu z rodzinnego miasta ’s-Hertogenbosch o nazwie BVV ’s-Hertogenbosch. W 1969 roku przeszedł do NEC Nijmegen i tam też zadebiutował w wieku 19 lat w Eredivisie. W pierwszym sezonie zagrał w 18 meczach, a w następnym w 5, a zimą 1971 trafił do drugoligowego De Graafschap, gdzie spędził pół roku. Następnie latem wrócił do rodzinnego miasta i przez rok grał w FC Den Bosch, któremu pomógł w uniknięciu degradacji. Dobra gra spowodowała, że Krijgh trafił do jednego z najbardziej utytułowanych klubów w kraju, PSV Eindhoven. W 1974 roku wywalczył swój pierwszy sukces – Puchar Holandii, natomiast w 1975 roku swoje pierwsze mistrzostwo kraju. W PSV grał przez 7 sezonów i jeszcze dwukrotnie zostawał mistrzem kraju (1976, 1978) oraz raz zdobywał tamtejszy puchar (1976). Latem 1979 Kees został zawodnikiem belgijskiego Cercle Brugge. W belgijskiej lidze grał przez 2 lata bez sukcesów i w 1981 roku wrócił do ojczyzny. Jego ostatnim klubem w karierze był Willem II Tilburg, gdzie spędził 3 lata, ale w sezonie 1983/1984 nie pojawił się ani razu na boisku z powodu kontuzji, a jego zespół spadł z ligi. Zakończył wówczas karierę w wieku 34 lat.
| Sezon   | Klub              | Kraj     | Rozgrywki                | Mecze | Bramki |
| ------- | ----------------- | -------- | ------------------------ | ----- | ------ |
| 1969/70 | NEC Nijmegen      | Holandia | Eredivisie               | 18    | 0      |
| 1970/71 | NEC Nijmegen      | Holandia | Eredivisie               | 5     | 0      |
| 1970/71 | De Graafschap     | Holandia | Eerstedivisie            | ?     | ?      |
| 1971/72 | FC Den Bosch      | Holandia | Eredivisie               | 32    | 0      |
| 1972/73 | PSV Eindhoven     | Holandia | Eredivisie               | 34    | 2      |
| 1973/74 | PSV Eindhoven     | Holandia | Eredivisie               | 22    | 0      |
| 1974/75 | PSV Eindhoven     | Holandia | Eredivisie               | 32    | 2      |
| 1975/76 | PSV Eindhoven     | Holandia | Eredivisie               | 34    | 0      |
| 1976/77 | PSV Eindhoven     | Holandia | Eredivisie               | 25    | 1      |
| 1977/78 | PSV Eindhoven     | Holandia | Eredivisie               | 31    | 0      |
| 1978/79 | PSV Eindhoven     | Holandia | Eredivisie               | 31    | 2      |
| 1979/80 | Cercle Brugge     | Belgia   | Eerste Klasse            | 31    | 2      |
| 1980/81 | Cercle Brugge     | Belgia   | Eerste Klasse            | 30    | 2      |
| 1981/82 | Willem II Tilburg | Holandia | Eredivisie               | 30    | 2      |
| 1982/83 | Willem II Tilburg | Holandia | Eredivisie               | 33    | 0      |
| 1983/84 | Willem II Tilburg | Holandia | Eredivisie               | 0     | 0      |
|         |                   |          | Łącznie w Eredivisie     | 326   | 7      |
|         |                   |          | Łącznie w Jupiler League | 61    | 4      |

## Kariera reprezentacyjna
W reprezentacji Holandii Krijgh zadebiutował 15 października 1975 roku w wygranym 3:0 meczu z Polską, rozegranym w ramach eliminacji do Mistrzostw Europy w Jugosławii. Wystąpił także w kolejnym meczu eliminacji, przegranym 0:1 z Włochami i jak się później okazało był to jego drugi i ostatni występ w kadrze „Oranje”.